# Joe Riggs
Joseph Jonathan Riggs (Sanford, 23 de Setembro de 1982) é um atleta estadunidense de MMA.  Ele competiu na categoria dos Pesos Pesados e depois para os Meio Pesados.

## Vida
Riggs foi criado em Phoenix, Arizona. Começou a lutar boxe quando criança junto de seu pai. Embora Riggs seja destro, ele foi encorajado pelo seu treinador a lutar southpaw. Ele é um ex-lutador de boxe.
Ele começou no wrestling no Cactus high school em Glendale, Arizona, inspirado em seu ìdolo, Randy Couture. Atualmente, Riggs é faixa preta em Jiu-Jitsu Brasileiro sob a orientação de Gustavo Dantas. Riggs também treinou na Arizona Combat Sports supervisionado pelos irmãos Lally.

## MMA
Em sua carreira, Riggs lutou entre os pesos pesados, meio pesados e pesos médio, tendo se tornando quatro vezes campeão da Desert Quest, duas vezes da Grapplers Quest Advance champion, e campeão de pesos médios e pesados da Rage in the Cage. Consta ainda campeão de pesos pesados da Art of War, da Evolution Combat, e da XCF, como meio pesado.
O desejo de Riggs em lutar no UFC ocorreu em 2004, vencendo uma luta contra o canadense Joe Doerksen. Riggs ganhou seu primeiro titulo do UFC em novembro de 2005 contra o lutador Matt Hughes.
Originalmente, a luta ocorreria entre Karo Parisyan, que teve de desistir devido a uma lesão na coxa. Quando Riggs foi contatado para substituir Parisyan, ele agarrou a chance, mesmo tendo lutado no UFC 55 apenas algumas semanas antes. Entrementes, Riggs não alcançou o peso da disputa, e a luta foi arranjada, com Hughes aceitando lutar contra ele. Embora tendo se esforçado, Riggs não pode ser um oponente forte; Hughes o jogou ao chão e o finalizou com um Armlock alguns minutos depois do começou do primeiro round.
Seguindo à sua derrota para Hughes, Riggs venceu Nick Diaz (decisão) no UFC 57. No quarto do hospital após a luta, Diaz e Riggs iniciaram uma briga e tiveram que ser separados pela policia.
Riggs então se mudou para os pesos médios no The Ultimate Fighter 1 para enfrentar Mike Swick. No começo da luta Riggs foi jogado no chão e finalizado com uma guilhotina. Todavia, Riggs lutou no The Ultimate Fighter 2 contra Jason Von Flue, finalizando o oponente com um triangulo.
A ultima luta de Riggs no UFC foi contra Diego Sanchez em 13 de dezembro de 2006 no UFC Fight Night 7. Riggs perdeu por nocaute aos 1:45 do segundo round.
Seguindo sua derrota contra Sanchez, Riggs decidiu ir para o WEC e competir entre os pesos médios, mas teve que desistir de sua primeira luta por estar machucado.
Riggs perdeu para Cory Devela via TKO no Strikeforce: At The Dome, machucando-se novamente nas costas. Ele era o favorito da luta, e suas continuas perdas no campeonato não fez jus ao seu histórico anterior (particularmente vs. Hughes, Salaverry, Swick, e Sanchez).
Riggs retornou no Strikeforce: Melendez vs. Thomson, lutando contra Luke Stewart.  Riggs substituía Shonie Carter, que havia se machucado treinando.  A luta, todavia, foi contestada.  . Joe Riggs perdeu para Sunny Samra no Strikeforce realizado na mansão da Playboy em 20 de setembro de 2008.
Joe Riggs venceu sua luta seguinte no Strikeforce: Destruction em 21 de Novembro de  2008 contra Luke Stewart por TKO (Punches) aos 2:05 do segundo round. Riggs quebrou sua mão na luta, mas continuou na luta, quebrando o nariz de Stewart no golpe.
Riggs em seguida lutou no Strikeforce: Lawler vs. Shields em 6 de junho de 2009 contra Phil Baroni, uma luta de três períodos que foi ao ar pela Showtime.  Em uma apresentação expressiva, Riggs venceu a luta por decisão unânime.
Em sua ultima luta, Riggs enfrentou Jay Hieron em 30 de Janeiro de  2010 no Strikeforce: Miami. Riggs perdeu a luta por decisão não unânime.

## Elite Performance
Joe "Diesel" Riggs atualmente treina na Elite Performance com veteranos do UFC como, Jeremy Horn, Travis Wiuff, e  DaMarques Johnson.

## Vida pessoal
Joe e sua esposa, Lisa, tiveram um filho no verão de 2006, mas ele morreu tempos depois do nascimento. O segundo filho, Joseph Diesel Riggs, nasceu em 28 de Junho de  2007.

## Cartel no MMA
| Cartel no MMA       |             |             |
| 59 lutas            | 41 vitórias | 17 derrotas |
| Por nocaute         | 20          | 7           |
| Por finalização     | 16          | 7           |
| Por decisão         | 4           | 3           |
| Por desqualificação | 1           | 0           |
| Empates             | 0           | 0           |
| No contest          | 1           | 1           |

| Res.    | Cartel    | Oponente        | Método                                  | Evento                                    | Data       | Round | Tempo | Local                     | Notas                                                   |
| ------- | --------- | --------------- | --------------------------------------- | ----------------------------------------- | ---------- | ----- | ----- | ------------------------- | ------------------------------------------------------- |
| Derrota | 41-17 (1) | Chris Camozzi   | Nocaute Técnico (joelhadas)             | UFC Fight Night: Cowboy vs. Cowboy        | 21/02/2016 | 1     | 0:46  | Pittsburgh, Pennsylvania  |                                                         |
| Vitória | 41-16 (1) | Ron Stallings   | Desqualificação (golpe ilegal)          | UFC 191: Johnson vs. Dodson 2             | 05/09/2015 | 2     | 2:28  | Las Vegas, Nevada         |                                                         |
| Derrota | 40-16 (1) | Patrick Côté    | Decisão (unânime)                       | UFC 186: Johnson vs. Horiguchi            | 25/04/2015 | 3     | 5:00  | Montreal, Quebec          |                                                         |
| Derrota | 40-15 (1) | Ben Saunders    | Nocaute Técnico (lesão no pescoço)      | UFC on Fox: dos Santos vs. Miocic         | 13/12/2014 | 1     | 0:57  | Phoenix, Arizona          | Retorno ao UFC.                                         |
| Vitória | 40–14 (1) | Mike Bronzoulis | Decisão (unânime)                       | Bellator 106                              | 02/11/2013 | 3     | 5:00  | Long Beach, California    | Ganhou o Fight Master: Bellator MMA Season 1.           |
| Vitória | 39–14 (1) | Cris Leyva      | Nocaute Técnico (socos)                 | Rage in the Cage 164                      | 16/11/2012 | 1     | 2:28  | Chandler, Arizona         |                                                         |
| Vitória | 38–14 (1) | Josh Cavan      | Nocaute (socos)                         | Made For War 1                            | 13/10/2012 | 1     | 4:16  | Castle Rock, Colorado     |                                                         |
| Vitória | 37–14 (1) | Shane Johnson   | Nocaute (soco)                          | Rage in the Cage 160                      | 22/06/2012 | 2     | 2:33  | Chandler, Arizona         |                                                         |
| Vitória | 36–14 (1) | Aaron Brink     | Finalização (chave de braço)            | Rage in the Cage 159                      | 11/05/2012 | 2     | 1:18  | Chandler, Arizona         | Luta nos Meio Pesados.                                  |
| Vitória | 35–14 (1) | Shannon Ritch   | Nocaute Técnico (socos)                 | Duel for Domination                       | 26/11/2011 | 1     | 0:56  | Phoenix, Arizona          |                                                         |
| Derrota | 34–14 (1) | Kendall Grove   | Finalização (guilhotina)                | ProElite 1                                | 27/08/2011 | 1     | 0:59  | Honolulu, Hawaii          |                                                         |
| Derrota | 34–13 (1) | Bryan Baker     | Nocaute (soco)                          | Bellator 43                               | 07/05/2011 | 2     | 3:53  | Newkirk, Oklahoma         | Luta nos Médios.                                        |
| Derrota | 34–12 (1) | Jordan Mein     | Nocaute (socos)                         | Wreck MMA: Strong and Proud               | 28/01/2011 | 2     | 4:30  | Gatineau, Quebec          | Luta nos Meio Médios.                                   |
| Vitória | 34–11 (1) | Trent Thorne    | Nocaute Técnico (cotoveladas)           | King of the Cage: 48                      | 21/11/2010 | 1     | 3:56  | Edmonton, Alberta         | Luta nos Médios.                                        |
| Vitória | 33-11 (1) | Louis Taylor    | Finalização (socos)                     | Strikeforce Challengers: Riggs vs. Taylor | 13/08/2010 | 3     | 2:07  | Phoenix, Arizona          | Peso Casado 182 lb                                      |
| Derrota | 32-11 (1) | Jay Hieron      | Decisão (unânime)                       | Strikeforce: Miami                        | 30/01/2010 | 3     | 5:00  | Sunrise, Florida          |                                                         |
| Vitória | 32–10 (1) | Nick Almen      | Finalização (socos e cotoveladas)       | Rage In The Cage 138                      | 11/12/2009 | 1     | 1:51  | Welch, Minnesota          |                                                         |
| Vitória | 31–10 (1) | David Barnes    | Nocaute Técnico (socos)                 | Rage In The Cage 138                      | 04/12/2009 | 1     | 0:57  | Mesa, Arizona             |                                                         |
| Vitória | 30–10 (1) | Phil Baroni     | Decisão (unânime)                       | Strikeforce: Lawler vs. Shields           | 06/06/2009 | 3     | 5:00  | St. Louis, Missouri       | Desceu para os Meio Médios.                             |
| Vitória | 29–10 (1) | Luke Stewart    | Nocaute Técnico (socos)                 | Strikeforce: Destruction                  | 21/11/2008 | 2     | 2:05  | San Jose, California      | Peso Casado 178 lbs.                                    |
| Derrota | 28–10 (1) | Kazuo Misaki    | Nocaute Técnico (socos)                 | Strikeforce: At The Mansion II            | 20/09/2008 | 1     | 0:19  | Beverly Hills, California |                                                         |
| Vitória | 28–9 (1)  | Matt Dempsey    | Finalização (mata leão)                 | Rage in the Cage 112                      | 26/07/2008 | 2     | 1:47  | Prescott, Arizona         |                                                         |
| Derrota | 27–9 (1)  | Cory Devela     | Finalização (slam)                      | Strikeforce: At The Dome                  | 23/02/2008 | 1     | 1:22  | Tacoma, Washington        |                                                         |
| Vitória | 27–8 (1)  | Eugene Jackson  | Nocaute (socos)                         | Strikeforce: Playboy Mansion              | 29/09/2007 | 1     | 3:56  | Beverly Hills, California |                                                         |
| Vitória | 26–8 (1)  | Dan Chambers    | Finalização (triangulo)                 | Hardcore Championship Fighting            | 21/07/2007 | 1     | 3:25  | Edmonton, Alberta         | Retornou aos Médios.                                    |
| Derrota | 25–8 (1)  | Diego Sanchez   | Nocaute (joelhada)                      | UFC Fight Night: Sanchez vs. Riggs        | 13/12/2006 | 1     | 1:33  | San Diego, California     |                                                         |
| Vitória | 25-7 (1)  | Jason Von Flue  | Finalização (triangulo)                 | UFC Fight Night 6                         | 17/08/2006 | 1     | 2:01  | Las Vegas, Nevada         | Finalização da Noite.                                   |
| Derrota | 24–7 (1)  | Mike Swick      | Finalização (guilhotina)                | UFC 60: Hughes vs. Gracie                 | 27/05/2006 | 1     | 2:19  | Los Angeles, California   | Lutou nos Médios.                                       |
| Vitória | 24–6 (1)  | Nick Diaz       | Decisão (unânime)                       | UFC 57: Couture vs Liddell III            | 04/02/2006 | 3     | 5:00  | Las Vegas, Nevada         |                                                         |
| Derrota | 23–6 (1)  | Matt Hughes     | Finalização (kimura)                    | UFC 56: Full Force                        | 19/11/2005 | 1     | 3:28  | Las Vegas, Nevada         | Originalmente luta pelo título; Riggs não bateu o peso. |
| Vitória | 23–5 (1)  | Chris Lytle     | Nocaute Técnico (corte)                 | UFC 55: Fury                              | 07/10/2005 | 2     | 2:00  | Uncasville, Connecticut   | Estréia nos Meio Médios.                                |
| Vitória | 22–5 (1)  | Rob Kimmons     | Finalização (socos)                     | WEC 15: Judgment Day                      | 19/05/2005 | 1     | 1:24  | Lemoore, California       | Ganhou o Cinturão Peso Médio do WEC.                    |
| Derrota | 21–5 (1)  | Ivan Salaverry  | Finalização (triangulo)                 | UFC 52: Couture vs Liddell II             | 16/04/2005 | 1     | 2:42  | Las Vegas, Nevada         |                                                         |
| Vitória | 21–4 (1)  | Thomas Gil      | Finalização (chave de braço)            | Rage in the Cage 66                       | 13/11/2004 | 1     | 2:05  | Phoenix, Arizona          |                                                         |
| Vitória | 20–4 (1)  | Isidro Gonzalez | Nocaute Técnico (socos e cotoveladas)   | WEC 12: Halloween Fury 3                  | 21/10/2004 | 1     | 1:50  | Lemoore, California       |                                                         |
| Vitória | 19–4 (1)  | Joe Doerksen    | Finalização (cotoveladas)               | UFC 49: Unfinished Business               | 21/08/2004 | 2     | 3:37  | Las Vegas, Nevada         |                                                         |
| Vitória | 18–4 (1)  | Shane Johnson   | Nocaute (socos)                         | XCF 5: Evolution                          | 28-05-2004 | 1     | N/A   | Phoenix, Arizona          |                                                         |
| Vitória | 17–4 (1)  | Kendall Grove   | Nocaute (cotoveladas)                   | Rumble on the Rock 5                      | 07/05/2004 | 1     | 3:09  | Honolulu, Hawaii          | Estréia nos Médios.                                     |
| Vitória | 16–4 (1)  | Dave Vitkay     | Nocaute (socos)                         | ICC: Trials 2                             | 30/04/2004 | 1     | N/A   | Minnesota                 |                                                         |
| Vitória | 15–4 (1)  | John Renken     | Nocaute (soco)                          | RITC 60: 'The Saint' Goes Marçoing In     | 20/03/2004 | 1     | 0:28  | Phoenix, Arizona          |                                                         |
| Vitória | 14–4 (1)  | Chris Kiever    | Nocaute (soco)                          | IFC: Battleground Tahoe                   | 31/01/2004 | 1     | 0:49  | Lago Tahoe, Nevada        |                                                         |
| Derrota | 13–4 (1)  | Alex Stiebling  | Finalização (triangulo)                 | WEC 9: Cold Blooded                       | 16/01/2004 | 2     | 1:54  | Lemoore, California       | Estréia nos Meios Pesados.                              |
| Vitória | 13–3 (1)  | Cory Timmerman  | Finalização (chave de braço)            | RITC 57: Tucson Revisited                 | 13/12/2003 | 1     | 1:11  | Tucson, Arizona           |                                                         |
| Vitória | 12–3 (1)  | Frank Alcala    | Nocaute Técnico (socos)                 | IFC: Rumble on the Rio                    | 06/12/2003 | 1     | 0:31  | Hidalgo, Texas            |                                                         |
| NC      | 11–3 (1)  | Andy Montana    | Sem Resultado                           | RITC 53: The Beat Goes On                 | 13/09/2003 | N/A   | N/A   | Phoenix, Arizona          |                                                         |
| Vitória | 11–3      | Greg Wikan      | Nocaute Técnico (interrupção do córner) | ECS: Evolution                            | 19/07/2003 | 3     | 5:00  | Phoenix, Arizona          |                                                         |
| Vitória | 10–3      | Will Hammond    | Nocaute Técnico (socos)                 | Art of War 2                              | 21/06/2003 | 1     | N/A   | Kalispell, Montana        |                                                         |
| Derrota | 9–3       | Travis Fulton   | Finalização (estrangulamento)           | RITC 45: Finally                          | 01/03/2003 | 1     | 0:48  | Phoenix, Arizona          |                                                         |
| Vitória | 9–2       | Herb Dean       | Finalização (socos)                     | RITC 43: The Match                        | 18/01/2003 | 1     | 0:52  | Phoenix, Arizona          |                                                         |
| Derrota | 8–2       | Wesley Correira | Nocaute (joelhada e soco)               | Rumble on the Rock 1                      | 28/12/2002 | 2     | 2:07  | Honolulu, Hawaii          |                                                         |
| Vitória | 8–1       | Lemuel Vincent  | Nocaute Técnico (socos)                 | RITC 42: Road Trip                        | 07/12/2002 | 1     | 0:23  | Phoenix, Arizona          |                                                         |
| Vitória | 7–1       | Allan Sullivan  | Finalização (chave de braço)            | RITC 39: Bring It                         | 19/10/2002 | 3     | 1:57  | Phoenix, Arizona          |                                                         |
| Vitória | 6–1       | Joe Pardo       | Decisão (unânime)                       | RITC 38: Let's Roll                       | 07/09/2002 | 3     | 3:00  | Phoenix, Arizona          |                                                         |
| Vitória | 5–1       | Jess Morton     | Nocaute Técnico (desistência)           | RITC 36: The Rematch                      | 22/06/2002 | 1     | 3:00  | Phoenix, Arizona          |                                                         |
| Vitória | 4–1       | Andy Montana    | Finalização (socos)                     | RITC 35: This Time It's Personal          | 03/05/2002 | 1     | 1:24  | Phoenix, Arizona          |                                                         |
| Derrota | 3–1       | Homer Moore     | Decisão (unânime)                       | Rage in the Cage 34                       | 15/03/2002 | 3     | 3:00  | Phoenix, Arizona          |                                                         |
| Vitória | 3–0       | Joey Vigueria   | Finalização (socos)                     | RITC 33: The Big Show                     | 02/02/2002 | 1     | 2:00  | Phoenix, Arizona          |                                                         |
| Vitória | 2–0       | Justin Lyon     | Finalização (socos)                     | Rage in the Cage 31                       | 07/11/2001 | 1     | 0:33  | Phoenix, Arizona          |                                                         |
| Vitória | 1–0       | Ryan Roath      | Finalização (socos)                     | Rage in the Cage 30                       | 26/09/2001 | 1     | 2:32  | Phoenix, Arizona          | Estréia no MMA.                                         |

## Ligaões externas
- Strikeforce profile
- Knucklepit interview

| VagoÚltimo detentor do título:Chris Leben | 2º Campeão Peso-Médio do WEC 19 de maio de 2005 – dezembro de 2006 | VagoPróximo detentor do título:Paulo Filho |